# Kazushi Kimura
Kazushi Kimura (木村 和司, Kimura Kazushi, Hiroshima, 19 juli 1958) is een Japans voormalig voetballer die als middenvelder speelde.

## Clubcarrière
In 1977 ging Kimura naar de Meiji University, waar hij in het schoolteam voetbalde. Nadat hij in 1981 afstudeerde, ging Kimura spelen voor Nissan Motors, de voorloper van Yokohama Marinos. Met deze club werd hij in 1988/89 en 1989/90 kampioen van Japan. Kimura veroverde er in 1983, 1985, 1988, 1989, 1991 en 1992 de Beker van de keizer en in 1988, 1989 en 1990 de JSL Cup. In 14 jaar speelde hij er 233 competitiewedstrijden en scoorde 51 goals. Kimura beëindigde zijn spelersloopbaan in 1994.

## Japans voetbalelftal
Kazushi Kimura debuteerde in 1979 in het Japans nationaal elftal en speelde 54 interlands, waarin hij 26 keer scoorde.

## Statistieken
| Japans voetbalelftal | Japans voetbalelftal | Japans voetbalelftal |
| Jaar                 | Wed.                 | Dlp.                 |
| -------------------- | -------------------- | -------------------- |
| 1979                 | 3                    | 0                    |
| 1980                 | 9                    | 4                    |
| 1981                 | 1                    | 0                    |
| 1982                 | 8                    | 1                    |
| 1983                 | 10                   | 8                    |
| 1984                 | 7                    | 4                    |
| 1985                 | 10                   | 7                    |
| 1986                 | 6                    | 2                    |
| Totaal               | 54                   | 26                   |